# Parker Stevenson
Parker Stevenson est un acteur américain, né le 4 juin 1952 à Philadelphie en Pennsylvanie.

## Filmographie

### En tant qu'acteur

#### Longs métrages
- 1972 : A Separate Peace (en) : Gene
- 1974 : Our Time (en) : Michael
- 1976 : L'Adam de la mer (Lifeguard) de Daniel Petrie : Chris
- 1983 : L'As de cœur (Stroker Ace) : Aubrey James
- 1985 : Toubib Academy numéro un (en) (Stitches) : Bobby Stevens
- 1987 : Rough Ridin' Justice (en)
- 1989 : Caddie Woodlawn : Uncle Edmund
- 1995 : Not of This Earth (en) : Jack Sherbourne
- 2008 : Loaded (en) : Ben Ryan
- 2014 : McTaggart's Fortune : Richard Heywood
- 2015 : His Secret Family : Detective Sharpson
- 2015 : Perfect Disguise : General William Tecumseh Sherman
- 2016 : Assassinées de mère en fille : Sheriff Underwood
- 2016 : The War Riders : U.S, General Sherman
- 2018 : Mistrust : Brandon McKellan

#### Téléfilms
- 1981 : La Maison maudite (This House Possessed) : Gary Straihorn
- 1983 : Shooting Stars : Bill O'Keefe
- 1985 : Rockhopper : Nick Larabee
- 1986 : Double trahison (That Secret Sunday) : Scott Dennis
- 1987 : Shades of Love: The Rose Cafe (en) : Josh
- 1989 : Mannequin sous haute protection (The Cover Girl and the Cop) : Cable Hayward (non crédité)
- 1989 : Panic at Malibu Pier (en) (pilote de la série Alerte à Malibu) : Craig Pomeroy
- 1992 : Are You Lonesome Tonight : Mat Henderson
- 1992 : Week-end meurtrier (Shadow of a Stranger) : Ted Clinton
- 1993 : Official Denial (en) : Paul Corliss
- 1998 : Legion (en) : Capitaine Aldrich
- 1999 : Au-delà des profondeurs (Avalon: Beyond the Abyss) : John Alden
- 2001 : Piège infernal (Trapped) : Oliver Sloan
- 2003 : La Montagne en colère (Terror Peak) : Kevin Fraser
- 2015 : Gagne, perds, aime (Win, Lose or Love) : Mike Canton
- 2015 : Un duo d'enfer pour Noël (A Christmas Reunion) : Don Dupree
- 2015 : Une vie secrète (His Secret Family) : Lieutenant Sharpson
- 2016 : La Nuit où tout a basculé (The Perfect Daughter) : Bruce Cahill
- 2017 : My Christmas Prince : Jim Logan

#### Séries télévisées
- 1974 : Gunsmoke : Steven (saison 19, épisode 23)
- 1976 : Les Rues de San Francisco : Andy Horvath (saison 5, épisode 4)
- 1977-1979 : The Hardy Boys/Nancy Drew Mysteries : Frank Hardy (46 épisodes)
- 1983 : Hôtel : Michael (saison 1, épisode 8)
- 1983 : L'Australienne : Cyrus
- 1983 : La croisière s'amuse : Bill Watkins / Matt Stevens (3 épisodes)
- 1984-1985 : Falcon Crest : Joel McCarthy (11 épisodes)
- 1985 : Arabesque : Michael Digby (saison 2, épisode 10)
- 1985-1988 : Alfred Hitchcock présente : Clark Taylor / Lance Richards (2 épisodes)
- 1986 : Nord et sud II : Billy Hazard (6 épisodes)
- 1987 : Le Voyageur : Brett (saison 4, épisode 11)
- 1987 : Matlock : Dr. Philip Eagen (saison 1, épisode 13)
- 1988 : Probe (en) : Austin James (7 épisodes)
- 1989 : Mission impossible, 20 ans après : Champ Foster (saison 1, épisode 9)
- 1989-1990 puis 1997-1999: Alerte à Malibu : Craig Pomeroy (28 épisodes)
- 1991 : Flesh 'n' Blood (en) : Jeffrey Hazelwood (saison 1, épisode 2)
- 1992 : Petite Fleur : Jim / Scott Alexander (saison 2, épisode 15)
- 1993 : Melrose Place : Steve McMillan (6 épisodes)
- 1994 : L'Homme à la Rolls : Ted Cranshaw (saison 1, épisode 10)
- 2000 : Batman, la relève : Paxton Powers (saison 3, épisode 1)
- 2002 : Amy : Mr. Andrew Pickeral (saison 3, épisode 12)
- 2002 : Washington Police : Mr. Skols (saison 2, épisode 21)
- 2010 : Legend of the Seeker : L'Épée de vérité : The Margrave (saison 2, épisode 13)
- 2014 : Longmire : Welles VanBlarcom (saison 3, épisode 6)
- 2016 : Bull : Gavin Everton (saison 1, épisode 5)
- 2017-2018 : Greenhouse Academy : Louis Osmond (24 épisodes)

### En tant que réalisateur
Séries télévisées
- 1992-1999 : Alerte à Malibu
- 1994 : Melrose Place
- 1994 : Models Inc.
- 1996-1997 : Savannah
- 1997 : Mitch Buchannon

### En tant que producteur
Téléfilm
- 1999 : Au-delà des profondeurs

### En tant que chanteur
Téléfilm
- 1981 : La Maison maudite (This House Possessed)